# Privoxy
Privoxy is vrije software voor een filterende proxyserver voor het Hypertext Transfer Protocol (HTTP). Het wordt vaak in combinatie met Squid gebruikt om overdracht van informatie over de identiteit of locatie van de gebruiker via HTTP en cookies tegen te gaan en zo de privacy van de gebruiker te beschermen.